# الخضراء (ميدي)

تعديل مصدري - تعديل

الخضراء هي إحدى قرى عزلة بني ميدي بمديرية ميدي التابعة لمحافظة حجة، بلغ تعداد سكانها 118 نسمة حسب تعداد اليمن لعام 2004.